# Huila
Huila (phát âm tiếng Tây Ban Nha: [ˈwila]) là một tỉnh của Colombia. Tỉnh nằm ở phía tây nam đất nước, và thủ phủ là Neiva.